# Gaurotinus
Gaurotinus is een kevergeslacht uit de familie van de boktorren (Cerambycidae). De wetenschappelijke naam van het geslacht werd voor het eerst geldig gepubliceerd in 1897 door Fairmaire.

## Soorten
Gaurotinus omvat de volgende soorten:
- Gaurotinus griveaudi Villiers, Quentin & Vives, 2011
- Gaurotinus tenuelineatus Fairmaire, 1897